# Världsmästerskapet i utomhushandboll för herrar 1952
Världsmästerskapet i utomhushandboll för herrar 1952 spelades  i Schweiz mellan 8 juni och 15 juni 1952. Ett alltyskt lag blev världsmästare turneringen före Sverige och Schweiz.
Det tredje världsmästerskapet i utomhushandboll organiserades av Internationella handbollsförbundet (IHF).Femton europeiska nationer hade anmält sig till turneringen: Österrike, Belgien, Danmark, Frankrike, Tyskland, Italien, Jugoslavien, Luxemburg, Nederländerna, Norge, Portugal, Saarland, Sverige, Schweiz och Spanien. 
Finalisterna från VM 1948, Sverige och Danmark samt värdlandet Schweiz, var seedade till slutomgången, de återstående tolv lagen i mästerskapet skulle avgöra via kvalmatcher. Eftersom Portugal (i Spanien) och Italien (i Österrike) inte infann sig till match, fick deras respektive motståndare komma till turneringen utan match. 
Den egentliga slutturneringen spelades i inledande grupper och mellangrupper där alla mötte alla. Detta följdes av tre slutspelsmatcher för att avgöra platser 1 till 6. 
Skyttekungar blev  Svend Aage Madsen (Danmark) och Bernhard Kempa (Tyskland) med 27 mål vardera, före Walter Schädlich (Tyskland) och Klöti (Schweiz) med 26 mål vardera.

## Resultat

### Inledande runda

#### Grupp A
8 juni i Basel: BRD-Danmark 23- 10
9 juni i Lüzern: BRD -Saarland 19-2
10 juni Zürich: Danmark - Saarland 14-13

#### Grupp B
8 juni: Sverige–Österrike 19–10
9 juni: Österrike–Spanien 20–10	
10 juni: Sverige–Spanien 9–2

#### Grupp C
8 juni: Nederländerna–Frankrike 14–8
9 juni: Schweiz–Nederländerna 13–5
10 juni: Schweiz–Frankrike 14–7

### Mellanrundan
Grupp 1
11 juni 1952 Bundesrepublik Tyskland - Nederländerna 29 - 6 Spelplats Winterthur
12 juni 1952 Österrike - Nederländerna  21 -1
13 juni 1952 BRD - Österrike 19-4    Spelplats Bern
| Lag                     | Målskillnad | Poäng | Plats |
| ----------------------- | ----------- | ----- | ----- |
| Bundesrepublik Tyskland | 48-10       | 4     | 1     |
| Österrike               | 25-20       | 2     | 2     |
| Nederländerna           | 7-50        | 0     | 3     |

11 juni 1952  Sverige - Danmark  11-9  Spelplats Thun
12 juni 1952 Danmark - Schweiz  7 -12  Spelplats Aarau
13 juni 1952 Sverige - Schweix  12-7 Spelplats Basel
| Lag     | Målskillnad | Poäng | plats |
| ------- | ----------- | ----- | ----- |
| Sverige | 23-16       | 4     | 1     |
| Schweiz | 19-19       | 2     | 2     |
| Danmark | 16-23       | 0     | 3     |

### Finalomgång
Match om femtepris . 15 juni 1952  Danmark - Nederländerna  20-8   Spelplats Biel
Bronsmatch                15 juni 1952  Schweiz - Österrike  12-10  Spelplats Zürich    
Final                           15  juni 1952   Bundesrepublik Tyskland - Sverige 19-8  Spelplats Zürich
| Guld   | Tyskland |
| Silver | Sverige  |
| Brons  | Schweiz  |

## Deltagande spelare
Nedan listas de svenska spelare som deltog:
| Spelartruppen i VM 1952           |                                                 |
| Sten Åkerstedt Redbergslids IK    | Karl Fridlundh IFK Kristianstad                 |
| Olle Juthage Redbergslids IK      | Elof Kjellman IK Heim (reserv, spelade 1 match) |
| Valter Larsson Redbergslids IK    | Rune Lindkvist Örebro SK                        |
| Åke Moberg IFK Kristianstad       | Rune Nilsson Majornas IK (mv)                   |
| Stig Nilsson Majornas IK          | Hans Olsson Redbergslids IK                     |
| Hans Regnell IK Göta (mv)         | Sven-Olof Schönberger SOIK Hellas               |
| Ewert Sjunnesson IFK Kristianstad | Rolf Zachrisson IK Heim                         |